# Lista över fornlämningar i Västerviks kommun (Lofta)
Lista över fornlämningar i Västerviks kommun (Lofta) är en förteckning av ett urval av de fornlämningar som finns i Lofta i Västerviks kommun.
| Namn                                 | Lämningstyp                      | Tillkomsttid | Historisk indelning | Plats | Läge                 | ID-nr          | Bild                                      |
| ------------------------------------ | -------------------------------- | ------------ | ------------------- | ----- | -------------------- | -------------- | ----------------------------------------- |
| Lofta 1:1                            | Gravfält                         |              | Lofta, Småland      |       | 57.935391, 16.467403 | 10083700010001 | Ladda upp en bild av detta fornminne      |
| Lofta 4:1                            | Hällristning                     |              | Lofta, Småland      |       | 57.933624, 16.458461 | 10083700040001 | Ladda upp en bild av detta fornminne      |
| Lofta 5:1                            | Röse                             |              | Lofta, Småland      |       | 57.946622, 16.441249 | 10083700050001 | Ladda upp en bild av detta fornminne      |
| Lofta 6:1                            | Stensättning                     |              | Lofta, Småland      |       | 57.945638, 16.440519 | 10083700060001 | Ladda upp en bild av detta fornminne      |
| Lofta 7:1                            | Röse                             |              | Lofta, Småland      |       | 57.946042, 16.439132 | 10083700070001 | Ladda upp en bild av detta fornminne      |
| Lofta 8:1                            | Röse                             |              | Lofta, Småland      |       | 57.944461, 16.439030 | 10083700080001 | Ladda upp en bild av detta fornminne      |
| Lofta 8:2                            | Stensättning                     |              | Lofta, Småland      |       | 57.944494, 16.438775 | 10083700080002 | Ladda upp en bild av detta fornminne      |
| Lofta 10:1                           | Röse                             |              | Lofta, Småland      |       | 57.944025, 16.437727 | 10083700100001 | Ladda upp en bild av detta fornminne      |
| Lofta 12:1                           | Stensättning                     |              | Lofta, Småland      |       | 57.940064, 16.432756 | 10083700120001 | Ladda upp en bild av detta fornminne      |
| Lofta 13:1                           | Stensättning                     |              | Lofta, Småland      |       | 57.938989, 16.434904 | 10083700130001 | Ladda upp en bild av detta fornminne      |
| Lofta 14:1                           | Stensättning                     |              | Lofta, Småland      |       | 57.941573, 16.433661 | 10083700140001 | Ladda upp en bild av detta fornminne      |
| Lofta 15:1                           | Röse                             |              | Lofta, Småland      |       | 57.941416, 16.434317 | 10083700150001 | Ladda upp en bild av detta fornminne      |
| Lofta 15:2                           | Stenkrets                        |              | Lofta, Småland      |       | 57.941281, 16.434429 | 10083700150002 | Ladda upp en bild av detta fornminne      |
| Lofta 15:3                           | Hällristning                     |              | Lofta, Småland      |       | 57.941415, 16.434324 | 10083700150003 | Ladda upp en bild av detta fornminne      |
| Lofta 16:1                           | Stensättning                     |              | Lofta, Småland      |       | 57.941542, 16.437148 | 10083700160001 | Ladda upp en bild av detta fornminne      |
| Lofta 17:1                           | Hällristning                     |              | Lofta, Småland      |       | 57.934889, 16.461210 | 10083700170001 | Ladda upp en bild av detta fornminne      |
| Lofta 19:1                           | Röse                             |              | Lofta, Småland      |       | 57.926125, 16.454309 | 10083700190001 | Ladda upp en bild av detta fornminne      |
| Lofta 19:2                           | Stensättning                     |              | Lofta, Småland      |       | 57.926115, 16.454497 | 10083700190002 | Ladda upp en bild av detta fornminne      |
| Lofta 19:3                           | Stensättning                     |              | Lofta, Småland      |       | 57.926016, 16.454482 | 10083700190003 | Ladda upp en bild av detta fornminne      |
| Lofta 20:1                           | Röse                             |              | Lofta, Småland      |       | 57.925894, 16.452723 | 10083700200001 | Ladda upp en bild av detta fornminne      |
| Lofta 21:1                           | Röse                             |              | Lofta, Småland      |       | 57.929646, 16.450928 | 10083700210001 | Ladda upp en bild av detta fornminne      |
| Lofta 22:1                           | Röse                             |              | Lofta, Småland      |       | 57.934219, 16.433558 | 10083700220001 | Ladda upp en bild av detta fornminne      |
| Lofta 23:1                           | Stensättning                     |              | Lofta, Småland      |       | 57.935959, 16.430536 | 10083700230001 | Ladda upp en bild av detta fornminne      |
| Lofta 24:1                           | Röse                             |              | Lofta, Småland      |       | 57.931663, 16.452687 | 10083700240001 | Ladda upp en bild av detta fornminne      |
| Lofta 26:1                           | Röse                             |              | Lofta, Småland      |       | 57.934245, 16.425171 | 10083700260001 | Ladda upp en bild av detta fornminne      |
| Lofta 26:2                           | Röse                             |              | Lofta, Småland      |       | 57.934106, 16.425650 | 10083700260002 | Ladda upp en bild av detta fornminne      |
| Lofta 27:1                           | Röse                             |              | Lofta, Småland      |       | 57.938823, 16.430951 | 10083700270001 | Ladda upp en bild av detta fornminne      |
| Lofta 28:1                           | Stensättning                     |              | Lofta, Småland      |       | 57.940749, 16.434503 | 10083700280001 | Ladda upp en bild av detta fornminne      |
| Lofta 29:1                           | Röse                             |              | Lofta, Småland      |       | 57.941992, 16.431093 | 10083700290001 | Ladda upp en bild av detta fornminne      |
| Lofta 31:1                           | Stensättning                     |              | Lofta, Småland      |       | 57.934995, 16.422169 | 10083700310001 | Ladda upp en bild av detta fornminne      |
| Lofta 31:2                           | Stensättning                     |              | Lofta, Småland      |       | 57.935192, 16.422228 | 10083700310002 | Ladda upp en bild av detta fornminne      |
| Lofta 32:1                           | Stensättning                     |              | Lofta, Småland      |       | 57.933866, 16.422488 | 10083700320001 | Ladda upp en bild av detta fornminne      |
| Lofta 35:1                           | Stensättning                     |              | Lofta, Småland      |       | 57.924140, 16.427199 | 10083700350001 | Ladda upp en bild av detta fornminne      |
| Lofta 35:2                           | Stensättning                     |              | Lofta, Småland      |       | 57.924093, 16.427343 | 10083700350002 | Ladda upp en bild av detta fornminne      |
| Lofta 36:1                           | Röse                             |              | Lofta, Småland      |       | 57.924597, 16.427390 | 10083700360001 | Ladda upp en bild av detta fornminne      |
| Lofta 36:2                           | Stensättning                     |              | Lofta, Småland      |       | 57.924832, 16.427608 | 10083700360002 | Ladda upp en bild av detta fornminne      |
| Lofta 36:3                           | Stensättning                     |              | Lofta, Småland      |       | 57.924683, 16.428351 | 10083700360003 | Ladda upp en bild av detta fornminne      |
| Lofta 37:1                           | Stensättning                     |              | Lofta, Småland      |       | 57.943583, 16.426282 | 10083700370001 | Ladda upp en bild av detta fornminne      |
| Lofta 38:1                           | Stensättning                     |              | Lofta, Småland      |       | 57.945955, 16.432395 | 10083700380001 | Ladda upp en bild av detta fornminne      |
| Lofta 39:1                           | Stensättning                     |              | Lofta, Småland      |       | 57.950330, 16.426814 | 10083700390001 | Ladda upp en bild av detta fornminne      |
| Lofta 40:1                           | Stensättning                     |              | Lofta, Småland      |       | 57.947998, 16.419601 | 10083700400001 | Ladda upp en bild av detta fornminne      |
| Lofta 41:1                           | Röse                             |              | Lofta, Småland      |       | 57.939814, 16.421922 | 10083700410001 | Ladda upp en bild av detta fornminne      |
| Lofta 41:2                           | Stensättning                     |              | Lofta, Småland      |       | 57.940170, 16.421895 | 10083700410002 | Ladda upp en bild av detta fornminne      |
| Lofta 41:3                           | Stensättning                     |              | Lofta, Småland      |       | 57.940020, 16.421583 | 10083700410003 | Ladda upp en bild av detta fornminne      |
| Lofta 42:1                           | Röse                             |              | Lofta, Småland      |       | 57.939686, 16.420426 | 10083700420001 | Ladda upp en bild av detta fornminne      |
| Lofta 43:1                           | Röse                             |              | Lofta, Småland      |       | 57.939216, 16.420057 | 10083700430001 | Ladda upp en bild av detta fornminne      |
| Lofta 44:1                           | Röse                             |              | Lofta, Småland      |       | 57.939251, 16.419157 | 10083700440001 | Ladda upp en bild av detta fornminne      |
| Lofta 45:1                           | Stensättning                     |              | Lofta, Småland      |       | 57.939026, 16.421065 | 10083700450001 | Ladda upp en bild av detta fornminne      |
| Lofta 46:1                           | Stensättning                     |              | Lofta, Småland      |       | 57.939172, 16.418203 | 10083700460001 | Ladda upp en bild av detta fornminne      |
| Lofta 46:2                           | Stensättning                     |              | Lofta, Småland      |       | 57.939350, 16.418374 | 10083700460002 | Ladda upp en bild av detta fornminne      |
| Lofta 47:1                           | Röse                             |              | Lofta, Småland      |       | 57.939911, 16.418876 | 10083700470001 | Ladda upp en bild av detta fornminne      |
| Lofta 48:1                           | Röse                             |              | Lofta, Småland      |       | 57.940414, 16.418579 | 10083700480001 | Ladda upp en bild av detta fornminne      |
| Lofta 49:1                           | Stensättning                     |              | Lofta, Småland      |       | 57.942441, 16.420775 | 10083700490001 | Ladda upp en bild av detta fornminne      |
| Lofta 49:2                           | Stensättning                     |              | Lofta, Småland      |       | 57.942427, 16.420871 | 10083700490002 | Ladda upp en bild av detta fornminne      |
| Lofta 50:1                           | Stensättning                     |              | Lofta, Småland      |       | 57.943264, 16.421230 | 10083700500001 | Ladda upp en bild av detta fornminne      |
| Lofta 51:1                           | Stensättning                     |              | Lofta, Småland      |       | 57.946130, 16.418160 | 10083700510001 | Ladda upp en bild av detta fornminne      |
| Lofta 52:1                           | Stensättning                     |              | Lofta, Småland      |       | 57.948009, 16.418851 | 10083700520001 | Ladda upp en bild av detta fornminne      |
| Lofta 52:2                           | Stensättning                     |              | Lofta, Småland      |       | 57.948064, 16.418657 | 10083700520002 | Ladda upp en bild av detta fornminne      |
| Lofta 53:1                           | Röse                             |              | Lofta, Småland      |       | 57.939862, 16.413879 | 10083700530001 | Ladda upp en bild av detta fornminne      |
| Lofta 54:1                           | Röse                             |              | Lofta, Småland      |       | 57.939102, 16.416272 | 10083700540001 | Ladda upp en bild av detta fornminne      |
| Lofta 54:2                           | Röse                             |              | Lofta, Småland      |       | 57.939412, 16.416582 | 10083700540002 | Ladda upp en bild av detta fornminne      |
| Lofta 54:3                           | Stensättning                     |              | Lofta, Småland      |       | 57.939379, 16.416824 | 10083700540003 | Ladda upp en bild av detta fornminne      |
| Lofta 55:1                           | Röse                             |              | Lofta, Småland      |       | 57.939462, 16.417708 | 10083700550001 | Ladda upp en bild av detta fornminne      |
| Lofta 56:1                           | Fornborg                         |              | Lofta, Småland      |       | 57.940995, 16.408748 | 10083700560001 | Ladda upp en bild av detta fornminne      |
| Lofta 56:2                           | Stensättning                     |              | Lofta, Småland      |       | 57.940792, 16.409460 | 10083700560002 | Ladda upp en bild av detta fornminne      |
| Lofta 57:1                           | Röse                             |              | Lofta, Småland      |       | 57.940067, 16.381775 | 10083700570001 | Ladda upp en bild av detta fornminne      |
| Lofta 57:2                           | Stensättning                     |              | Lofta, Småland      |       | 57.940228, 16.381404 | 10083700570002 | Ladda upp en bild av detta fornminne      |
| Lofta 59:1                           | Stensättning                     |              | Lofta, Småland      |       | 57.941434, 16.380824 | 10083700590001 | Ladda upp en bild av detta fornminne      |
| Lofta 59:2                           | Stensättning                     |              | Lofta, Småland      |       | 57.941341, 16.380942 | 10083700590002 | Ladda upp en bild av detta fornminne      |
| Lofta 60:1                           | Stensättning                     |              | Lofta, Småland      |       | 57.944458, 16.375503 | 10083700600001 | Ladda upp en bild av detta fornminne      |
| Lofta 61:1                           | Hällristning                     |              | Lofta, Småland      |       | 57.941672, 16.377599 | 10083700610001 | Ladda upp en bild av detta fornminne      |
| Lofta 62:1                           | Stensättning                     |              | Lofta, Småland      |       | 57.939292, 16.379711 | 10083700620001 | Ladda upp en bild av detta fornminne      |
| Lofta 62:2                           | Stensättning                     |              | Lofta, Småland      |       | 57.939236, 16.379920 | 10083700620002 | Ladda upp en bild av detta fornminne      |
| Lofta 63:1                           | Gravfält                         |              | Lofta, Småland      |       | 57.942163, 16.372648 | 10083700630001 | Ladda upp en bild av detta fornminne      |
| Lofta 64:1                           | Stensättning                     |              | Lofta, Småland      |       | 57.942744, 16.361814 | 10083700640001 | Ladda upp en bild av detta fornminne      |
| Lofta 65:1                           | Stensättning                     |              | Lofta, Småland      |       | 57.941244, 16.362479 | 10083700650001 | Ladda upp en bild av detta fornminne      |
| Lofta 66:1                           | Stensättning                     |              | Lofta, Småland      |       | 57.941548, 16.366066 | 10083700660001 | Ladda upp en bild av detta fornminne      |
| Lofta 66:2                           | Stensättning                     |              | Lofta, Småland      |       | 57.941392, 16.366103 | 10083700660002 | Ladda upp en bild av detta fornminne      |
| Lofta 67:1                           | Gravfält                         |              | Lofta, Småland      |       | 57.940557, 16.372258 | 10083700670001 | Ladda upp en bild av detta fornminne      |
| Lofta 69:1                           | Hällristning                     |              | Lofta, Småland      |       | 57.941316, 16.372377 | 10083700690001 | Ladda upp en bild av detta fornminne      |
| Lofta 70:1                           | Stensättning                     |              | Lofta, Småland      |       | 57.931624, 16.366924 | 10083700700001 | Ladda upp en bild av detta fornminne      |
| Lofta 71:1                           | Röse                             |              | Lofta, Småland      |       | 57.932781, 16.377627 | 10083700710001 | Ladda upp en bild av detta fornminne      |
| Lofta 71:2                           | Stensättning                     |              | Lofta, Småland      |       | 57.932629, 16.377759 | 10083700710002 | Ladda upp en bild av detta fornminne      |
| Lofta 71:3                           | Stensättning                     |              | Lofta, Småland      |       | 57.932648, 16.378184 | 10083700710003 | Ladda upp en bild av detta fornminne      |
| Lofta 74:1                           | Stensättning                     |              | Lofta, Småland      |       | 57.934143, 16.371756 | 10083700740001 | Ladda upp en bild av detta fornminne      |
| Lofta 74:2                           | Stensättning                     |              | Lofta, Småland      |       | 57.934215, 16.371831 | 10083700740002 | Ladda upp en bild av detta fornminne      |
| Lofta 74:3                           | Stensättning                     |              | Lofta, Småland      |       | 57.934302, 16.371908 | 10083700740003 | Ladda upp en bild av detta fornminne      |
| Lofta 75:1                           | Stensättning                     |              | Lofta, Småland      |       | 57.937156, 16.381861 | 10083700750001 | Ladda upp en bild av detta fornminne      |
| Lofta 76:1                           | Stensättning                     |              | Lofta, Småland      |       | 57.933880, 16.385353 | 10083700760001 | Ladda upp en bild av detta fornminne      |
| Lofta 77:1                           | Stensättning                     |              | Lofta, Småland      |       | 57.934048, 16.386714 | 10083700770001 | Ladda upp en bild av detta fornminne      |
| Lofta 78:1                           | Stensättning                     |              | Lofta, Småland      |       | 57.933750, 16.386450 | 10083700780001 | Ladda upp en bild av detta fornminne      |
| Lofta 79:1                           | Stensättning                     |              | Lofta, Småland      |       | 57.937452, 16.371420 | 10083700790001 | Ladda upp en bild av detta fornminne      |
| Lofta 81:1                           | Stensättning                     |              | Lofta, Småland      |       | 57.966484, 16.393643 | 10083700810001 | Ladda upp en bild av detta fornminne      |
| Lofta 82:1                           | Röse                             |              | Lofta, Småland      |       | 57.967310, 16.391377 | 10083700820001 | Ladda upp en bild av detta fornminne      |
| Lofta 82:2                           | Stensättning                     |              | Lofta, Småland      |       | 57.967351, 16.391232 | 10083700820002 | Ladda upp en bild av detta fornminne      |
| Lofta 82:3                           | Stensättning                     |              | Lofta, Småland      |       | 57.967482, 16.391014 | 10083700820003 | Ladda upp en bild av detta fornminne      |
| Lofta 83:1                           | Gravfält                         |              | Lofta, Småland      |       | 57.926532, 16.419264 | 10083700830001 | Ladda upp en bild av detta fornminne      |
| Lofta 84:1                           | Hällristning                     |              | Lofta, Småland      |       | 57.928165, 16.456142 | 10083700840001 | Ladda upp en bild av detta fornminne      |
| Lofta 84:3                           | Hällristning                     |              | Lofta, Småland      |       | 57.928143, 16.455414 | 10083700840003 | Ladda upp en bild av detta fornminne      |
| Lofta 85:1                           | Röse                             |              | Lofta, Småland      |       | 57.924818, 16.461235 | 10083700850001 | Ladda upp en bild av detta fornminne      |
| Lofta 85:2                           | Stensättning                     |              | Lofta, Småland      |       | 57.924702, 16.461085 | 10083700850002 | Ladda upp en bild av detta fornminne      |
| Lofta 86:1                           | Stensättning                     |              | Lofta, Småland      |       | 57.921709, 16.461495 | 10083700860001 | Ladda upp en bild av detta fornminne      |
| Lofta 88:1                           | Stensättning                     |              | Lofta, Småland      |       | 57.920275, 16.468489 | 10083700880001 | Ladda upp en bild av detta fornminne      |
| Lofta 89:1                           | Hällristning                     |              | Lofta, Småland      |       | 57.918828, 16.470450 | 10083700890001 | Ladda upp en bild av detta fornminne      |
| Lofta 90:1                           | Stensättning                     |              | Lofta, Småland      |       | 57.924280, 16.466134 | 10083700900001 | Ladda upp en bild av detta fornminne      |
| Lofta 91:1                           | Hällristning                     |              | Lofta, Småland      |       | 57.935568, 16.462224 | 10083700910001 | Ladda upp en bild av detta fornminne      |
| Lofta 92:1                           | Stensättning                     |              | Lofta, Småland      |       | 57.932508, 16.456417 | 10083700920001 | Ladda upp en bild av detta fornminne      |
| Lofta 93:1                           | Stensättning                     |              | Lofta, Småland      |       | 57.937278, 16.452676 | 10083700930001 | Ladda upp en bild av detta fornminne      |
| Lofta 93:2                           | Stensättning                     |              | Lofta, Småland      |       | 57.937221, 16.452531 | 10083700930002 | Ladda upp en bild av detta fornminne      |
| Lofta 94:1                           | Röse                             |              | Lofta, Småland      |       | 57.936358, 16.450986 | 10083700940001 | Ladda upp en bild av detta fornminne      |
| Lofta 95:1                           | Röse                             |              | Lofta, Småland      |       | 57.939975, 16.451930 | 10083700950001 | Ladda upp en bild av detta fornminne      |
| Lofta 96:1                           | Stensättning                     |              | Lofta, Småland      |       | 57.938045, 16.459927 | 10083700960001 | Ladda upp en bild av detta fornminne      |
| Lofta 96:2                           | Stensättning                     |              | Lofta, Småland      |       | 57.938160, 16.459861 | 10083700960002 | Ladda upp en bild av detta fornminne      |
| Lofta 98:1                           | Gravfält                         |              | Lofta, Småland      |       | 57.937916, 16.461208 | 10083700980001 | Ladda upp en bild av detta fornminne      |
| Lofta 100:1                          | Röse                             |              | Lofta, Småland      |       | 57.934039, 16.471372 | 10083701000001 | Ladda upp en bild av detta fornminne      |
| Lofta 100:2                          | Röse                             |              | Lofta, Småland      |       | 57.934188, 16.471168 | 10083701000002 | Ladda upp en bild av detta fornminne      |
| Lofta 100:3                          | Stensättning                     |              | Lofta, Småland      |       | 57.934054, 16.471661 | 10083701000003 | Ladda upp en bild av detta fornminne      |
| Lofta 100:4                          | Stensättning                     |              | Lofta, Småland      |       | 57.934082, 16.471850 | 10083701000004 | Ladda upp en bild av detta fornminne      |
| Lofta 101:1                          | Röse                             |              | Lofta, Småland      |       | 57.917488, 16.449604 | 10083701010001 | Ladda upp en bild av detta fornminne      |
| Lofta 102:1                          | Röse                             |              | Lofta, Småland      |       | 57.916973, 16.441378 | 10083701020001 | Ladda upp en bild av detta fornminne      |
| Lofta 102:2                          | Stensättning                     |              | Lofta, Småland      |       | 57.916637, 16.441101 | 10083701020002 | Ladda upp en bild av detta fornminne      |
| Lofta 102:3                          | Stensättning                     |              | Lofta, Småland      |       | 57.916773, 16.441207 | 10083701020003 | Ladda upp en bild av detta fornminne      |
| Lofta 102:4                          | Stensättning                     |              | Lofta, Småland      |       | 57.916692, 16.441479 | 10083701020004 | Ladda upp en bild av detta fornminne      |
| Lofta 103:1                          | Stensättning                     |              | Lofta, Småland      |       | 57.916800, 16.439793 | 10083701030001 | Ladda upp en bild av detta fornminne      |
| Lofta 104:1                          | Röse                             |              | Lofta, Småland      |       | 57.914556, 16.458708 | 10083701040001 | Ladda upp en bild av detta fornminne      |
| Lofta 105:1                          | Röse                             |              | Lofta, Småland      |       | 57.911908, 16.457726 | 10083701050001 | Ladda upp en bild av detta fornminne      |
| Stångerör (Lofta 106:1)              | Röse                             |              | Lofta, Småland      |       | 57.912582, 16.452583 | 10083701060001 | Ladda upp en bild av detta fornminne      |
| Lofta 107:1                          | Röse                             |              | Lofta, Småland      |       | 57.912017, 16.453135 | 10083701070001 | Ladda upp en bild av detta fornminne      |
| Lofta 108:1                          | Röse                             |              | Lofta, Småland      |       | 57.910450, 16.459739 | 10083701080001 | Ladda upp en bild av detta fornminne      |
| Lofta 108:2                          | Stensättning                     |              | Lofta, Småland      |       | 57.910275, 16.459732 | 10083701080002 | Ladda upp en bild av detta fornminne      |
| Lofta 108:3                          | Stensättning                     |              | Lofta, Småland      |       | 57.910346, 16.460080 | 10083701080003 | Ladda upp en bild av detta fornminne      |
| Lofta 109:1                          | Stensättning                     |              | Lofta, Småland      |       | 57.920125, 16.459850 | 10083701090001 | Ladda upp en bild av detta fornminne      |
| Lofta 110:1                          | Röse                             |              | Lofta, Småland      |       | 57.918429, 16.434899 | 10083701100001 | Ladda upp en bild av detta fornminne      |
| Lofta 112:1                          | Röse                             |              | Lofta, Småland      |       | 57.915100, 16.433269 | 10083701120001 | Ladda upp en bild av detta fornminne      |
| Lofta 112:2                          | Röse                             |              | Lofta, Småland      |       | 57.915173, 16.433270 | 10083701120002 | Ladda upp en bild av detta fornminne      |
| Lofta 113:1                          | Stensättning                     |              | Lofta, Småland      |       | 57.912979, 16.434087 | 10083701130001 | Ladda upp en bild av detta fornminne      |
| Lofta 114:1                          | Röse                             |              | Lofta, Småland      |       | 57.912042, 16.435306 | 10083701140001 | Ladda upp en bild av detta fornminne      |
| Lofta 115:1                          | Röse                             |              | Lofta, Småland      |       | 57.915801, 16.434070 | 10083701150001 | Ladda upp en bild av detta fornminne      |
| Lofta 116:1                          | Röse                             |              | Lofta, Småland      |       | 57.910443, 16.447191 | 10083701160001 | Ladda upp en bild av detta fornminne      |
| Lofta 117:1                          | Röse                             |              | Lofta, Småland      |       | 57.907339, 16.463789 | 10083701170001 | Ladda upp en bild av detta fornminne      |
| Lofta 118:1                          | Röse                             |              | Lofta, Småland      |       | 57.906084, 16.469722 | 10083701180001 | Ladda upp en bild av detta fornminne      |
| Lofta 119:1                          | Stensättning                     |              | Lofta, Småland      |       | 57.915376, 16.466797 | 10083701190001 | Ladda upp en bild av detta fornminne      |
| Lofta 120:1                          | Stensättning                     |              | Lofta, Småland      |       | 57.904694, 16.465122 | 10083701200001 | Ladda upp en bild av detta fornminne      |
| Lofta 120:2                          | Stensättning                     |              | Lofta, Småland      |       | 57.905084, 16.465679 | 10083701200002 | Ladda upp en bild av detta fornminne      |
| Lofta 121:1                          | Stensättning                     |              | Lofta, Småland      |       | 57.905012, 16.475995 | 10083701210001 | Ladda upp en bild av detta fornminne      |
| Lofta 122:1                          | Röse                             |              | Lofta, Småland      |       | 57.901952, 16.479172 | 10083701220001 | Ladda upp en bild av detta fornminne      |
| Lofta 124:1                          | Röse                             |              | Lofta, Småland      |       | 57.897406, 16.490871 | 10083701240001 | Ladda upp en bild av detta fornminne      |
| Lofta 125:1                          | Röse                             |              | Lofta, Småland      |       | 57.895317, 16.498005 | 10083701250001 | Ladda upp en bild av detta fornminne      |
| Lofta 126:1                          | Stensättning                     |              | Lofta, Småland      |       | 57.897314, 16.497274 | 10083701260001 | Ladda upp en bild av detta fornminne      |
| Lofta 126:2                          | Stensättning                     |              | Lofta, Småland      |       | 57.897155, 16.497432 | 10083701260002 | Ladda upp en bild av detta fornminne      |
| Lofta 127:1                          | Hällristning                     |              | Lofta, Småland      |       | 57.924059, 16.490071 | 10083701270001 | Ladda upp en bild av detta fornminne      |
| Lofta 128:1                          | Hällristning                     |              | Lofta, Småland      |       | 57.938152, 16.468027 | 10083701280001 | Ladda upp en bild av detta fornminne      |
| Lofta 129:1                          | Hällristning                     |              | Lofta, Småland      |       | 57.923728, 16.469702 | 10083701290001 | Ladda upp en bild av detta fornminne      |
| Lofta 130:1                          | Stensättning                     |              | Lofta, Småland      |       | 57.921007, 16.473803 | 10083701300001 | Ladda upp en bild av detta fornminne      |
| Lofta 130:2                          | Stensättning                     |              | Lofta, Småland      |       | 57.920986, 16.474028 | 10083701300002 | Ladda upp en bild av detta fornminne      |
| Lofta 131:1                          | Stensättning                     |              | Lofta, Småland      |       | 57.921560, 16.474679 | 10083701310001 | Ladda upp en bild av detta fornminne      |
| Lofta 132:1                          | Röse                             |              | Lofta, Småland      |       | 57.923261, 16.475849 | 10083701320001 | Ladda upp en bild av detta fornminne      |
| Lofta 132:3                          | Hällristning                     |              | Lofta, Småland      |       | 57.923041, 16.475347 | 10083701320003 | Ladda upp en bild av detta fornminne      |
| Lofta 133:1                          | Stensättning                     |              | Lofta, Småland      |       | 57.923327, 16.477416 | 10083701330001 | Ladda upp en bild av detta fornminne      |
| Lofta 133:2                          | Stensättning                     |              | Lofta, Småland      |       | 57.923216, 16.477219 | 10083701330002 | Ladda upp en bild av detta fornminne      |
| Lofta 136:1                          | Hällristning                     |              | Lofta, Småland      |       | 57.915272, 16.480879 | 10083701360001 | Ladda upp en bild av detta fornminne      |
| Lofta 137:1                          | Stensättning                     |              | Lofta, Småland      |       | 57.904372, 16.466931 | 10083701370001 | Ladda upp en bild av detta fornminne      |
| Lofta 137:2                          | Stensättning                     |              | Lofta, Småland      |       | 57.904541, 16.467112 | 10083701370002 | Ladda upp en bild av detta fornminne      |
| Lofta 138:1                          | Röse                             |              | Lofta, Småland      |       | 57.903680, 16.464606 | 10083701380001 | Ladda upp en bild av detta fornminne      |
| Lofta 139:1                          | Röse                             |              | Lofta, Småland      |       | 57.902999, 16.467558 | 10083701390001 | Ladda upp en bild av detta fornminne      |
| Lofta 140:1                          | Stensättning                     |              | Lofta, Småland      |       | 57.902827, 16.468364 | 10083701400001 | Ladda upp en bild av detta fornminne      |
| Lofta 141:1                          | Stensättning                     |              | Lofta, Småland      |       | 57.903995, 16.470739 | 10083701410001 | Ladda upp en bild av detta fornminne      |
| Lofta 144:2                          | Stensättning                     |              | Lofta, Småland      |       | 57.902882, 16.471404 | 10083701440002 | Ladda upp en bild av detta fornminne      |
| Lofta 145:1                          | Röse                             |              | Lofta, Småland      |       | 57.899726, 16.466784 | 10083701450001 | Ladda upp en bild av detta fornminne      |
| Lofta 148:1                          | Gravfält                         |              | Lofta, Småland      |       | 57.905299, 16.454754 | 10083701480001 | Ladda upp en bild av detta fornminne      |
| Lofta 151:1                          | Stensättning                     |              | Lofta, Småland      |       | 57.904113, 16.456999 | 10083701510001 | Ladda upp en bild av detta fornminne      |
| Lofta 151:2                          | Stensättning                     |              | Lofta, Småland      |       | 57.904012, 16.457186 | 10083701510002 | Ladda upp en bild av detta fornminne      |
| Lofta 152:1                          | Röse                             |              | Lofta, Småland      |       | 57.902405, 16.461404 | 10083701520001 | Ladda upp en bild av detta fornminne      |
| Lofta 153:1                          | Hällristning                     |              | Lofta, Småland      |       | 57.909672, 16.437318 | 10083701530001 | Ladda upp en bild av detta fornminne      |
| Lofta 154:1                          | Röse                             |              | Lofta, Småland      |       | 57.912447, 16.426707 | 10083701540001 | Ladda upp en bild av detta fornminne      |
| Lofta 155:1                          | Fornborg                         |              | Lofta, Småland      |       | 57.908162, 16.432703 | 10083701550001 | Ladda upp en bild av detta fornminne      |
| Lofta 156:1                          | Röse                             |              | Lofta, Småland      |       | 57.913529, 16.424017 | 10083701560001 | Ladda upp en bild av detta fornminne      |
| Lofta 157:1                          | Hällristning                     |              | Lofta, Småland      |       | 57.916579, 16.483060 | 10083701570001 | Ladda upp en bild av detta fornminne      |
| Lofta 158:1                          | Stensättning                     |              | Lofta, Småland      |       | 57.912951, 16.488111 | 10083701580001 | Ladda upp en bild av detta fornminne      |
| Lofta 159:1                          | Hällristning                     |              | Lofta, Småland      |       | 57.905946, 16.497491 | 10083701590001 | Ladda upp en bild av detta fornminne      |
| Lofta 160:1                          | Stensättning                     |              | Lofta, Småland      |       | 57.909612, 16.500741 | 10083701600001 | Ladda upp en bild av detta fornminne      |
| Lofta 161:1                          | Röse                             |              | Lofta, Småland      |       | 57.910331, 16.499952 | 10083701610001 | Ladda upp en bild av detta fornminne      |
| Lofta 163:1                          | Röse                             |              | Lofta, Småland      |       | 57.918110, 16.496652 | 10083701630001 | Ladda upp en bild av detta fornminne      |
| Lofta 163:2                          | Stensättning                     |              | Lofta, Småland      |       | 57.917953, 16.497135 | 10083701630002 | Ladda upp en bild av detta fornminne      |
| Lofta 164:1                          | Gravfält                         |              | Lofta, Småland      |       | 57.918714, 16.496091 | 10083701640001 | Ladda upp en bild av detta fornminne      |
| Lofta 165:1                          | Stensättning                     |              | Lofta, Småland      |       | 57.916513, 16.499147 | 10083701650001 | Ladda upp en bild av detta fornminne      |
| Lofta 166:1                          | Röse                             |              | Lofta, Småland      |       | 57.915452, 16.501054 | 10083701660001 | Ladda upp en bild av detta fornminne      |
| Lofta 167:1                          | Stensättning                     |              | Lofta, Småland      |       | 57.915227, 16.498162 | 10083701670001 | Ladda upp en bild av detta fornminne      |
| Lofta 168:1                          | Stensättning                     |              | Lofta, Småland      |       | 57.914296, 16.499871 | 10083701680001 | Ladda upp en bild av detta fornminne      |
| Lofta 168:2                          | Stensättning                     |              | Lofta, Småland      |       | 57.914204, 16.500005 | 10083701680002 | Ladda upp en bild av detta fornminne      |
| Lofta 169:1                          | Röse                             |              | Lofta, Småland      |       | 57.914034, 16.501741 | 10083701690001 | Ladda upp en bild av detta fornminne      |
| Lofta 169:2                          | Stensättning                     |              | Lofta, Småland      |       | 57.913935, 16.501862 | 10083701690002 | Ladda upp en bild av detta fornminne      |
| Lofta 169:3                          | Stensättning                     |              | Lofta, Småland      |       | 57.913853, 16.501986 | 10083701690003 | Ladda upp en bild av detta fornminne      |
| Lofta 170:1                          | Röse                             |              | Lofta, Småland      |       | 57.914972, 16.503490 | 10083701700001 | Ladda upp en bild av detta fornminne      |
| Lofta 170:2                          | Stensättning                     |              | Lofta, Småland      |       | 57.914530, 16.503205 | 10083701700002 | Ladda upp en bild av detta fornminne      |
| Lofta 170:3                          | Stensättning                     |              | Lofta, Småland      |       | 57.914348, 16.503679 | 10083701700003 | Ladda upp en bild av detta fornminne      |
| Lofta 171:1                          | Hällristning                     |              | Lofta, Småland      |       | 57.916486, 16.490715 | 10083701710001 | Ladda upp en bild av detta fornminne      |
| Lofta 172:1                          | Stensättning                     |              | Lofta, Småland      |       | 57.915689, 16.491659 | 10083701720001 | Ladda upp en bild av detta fornminne      |
| Lofta 173:1                          | Gravfält                         |              | Lofta, Småland      |       | 57.914953, 16.492314 | 10083701730001 | Ladda upp en bild av detta fornminne      |
| Lofta 174:1                          | Stensättning                     |              | Lofta, Småland      |       | 57.914086, 16.493374 | 10083701740001 | Ladda upp en bild av detta fornminne      |
| Lofta 174:2                          | Stensättning                     |              | Lofta, Småland      |       | 57.913858, 16.493629 | 10083701740002 | Ladda upp en bild av detta fornminne      |
| Lofta 175:1                          | Gravfält                         |              | Lofta, Småland      |       | 57.913458, 16.494822 | 10083701750001 | Ladda upp en bild av detta fornminne      |
| Lofta 176:1                          | Röse                             |              | Lofta, Småland      |       | 57.914049, 16.497328 | 10083701760001 | Ladda upp en bild av detta fornminne      |
| Lofta 177:1                          | Röse                             |              | Lofta, Småland      |       | 57.912527, 16.496781 | 10083701770001 | Ladda upp en bild av detta fornminne      |
| Lofta 177:2                          | Stensättning                     |              | Lofta, Småland      |       | 57.912833, 16.496916 | 10083701770002 | Ladda upp en bild av detta fornminne      |
| Lofta 177:3                          | Stensättning                     |              | Lofta, Småland      |       | 57.912936, 16.496397 | 10083701770003 | Ladda upp en bild av detta fornminne      |
| Lofta 177:4                          | Stensättning                     |              | Lofta, Småland      |       | 57.913089, 16.496713 | 10083701770004 | Ladda upp en bild av detta fornminne      |
| Lofta 178:1                          | Gravfält                         |              | Lofta, Småland      |       | 57.911216, 16.496738 | 10083701780001 | Ladda upp en bild av detta fornminne      |
| Lofta 179:1                          | Stensättning                     |              | Lofta, Småland      |       | 57.911543, 16.498506 | 10083701790001 | Ladda upp en bild av detta fornminne      |
| Lofta 180:1                          | Stensättning                     |              | Lofta, Småland      |       | 57.903292, 16.503214 | 10083701800001 | Ladda upp en bild av detta fornminne      |
| Lofta 181:1                          | Stensättning                     |              | Lofta, Småland      |       | 57.906611, 16.520135 | 10083701810001 | Ladda upp en bild av detta fornminne      |
| Lofta 182:1                          | Stensättning                     |              | Lofta, Småland      |       | 57.899199, 16.527120 | 10083701820001 | Ladda upp en bild av detta fornminne      |
| Lofta 185:1                          | Borg                             |              | Lofta, Småland      |       | 57.890927, 16.556061 | 10083701850001 | Ladda upp en bild av detta fornminne      |
| Lofta 187:1                          | Stensättning                     |              | Lofta, Småland      |       | 57.901629, 16.572920 | 10083701870001 | Ladda upp en bild av detta fornminne      |
| Lofta 188:1                          | Gravfält                         |              | Lofta, Småland      |       | 57.887180, 16.581937 | 10083701880001 | Ladda upp en bild av detta fornminne      |
| Lofta 190:1                          | Stensättning                     |              | Lofta, Småland      |       | 57.954058, 16.415304 | 10083701900001 | Ladda upp en bild av detta fornminne      |
| Lofta 191:1                          | Stensättning                     |              | Lofta, Småland      |       | 57.955248, 16.416206 | 10083701910001 | Ladda upp en bild av detta fornminne      |
| Lofta 191:2                          | Stensättning                     |              | Lofta, Småland      |       | 57.955323, 16.416362 | 10083701910002 | Ladda upp en bild av detta fornminne      |
| Lofta 192:1                          | Stensättning                     |              | Lofta, Småland      |       | 57.954784, 16.416440 | 10083701920001 | Ladda upp en bild av detta fornminne      |
| Lofta 193:1                          | Röse                             |              | Lofta, Småland      |       | 57.958130, 16.420095 | 10083701930001 | Ladda upp en bild av detta fornminne      |
| Lofta 194:1                          | Stensättning                     |              | Lofta, Småland      |       | 57.957851, 16.421112 | 10083701940001 | Ladda upp en bild av detta fornminne      |
| Lofta 194:2                          | Stensättning                     |              | Lofta, Småland      |       | 57.957785, 16.421313 | 10083701940002 | Ladda upp en bild av detta fornminne      |
| Lofta 195:1                          | Röse                             |              | Lofta, Småland      |       | 57.953769, 16.426313 | 10083701950001 | Ladda upp en bild av detta fornminne      |
| Lofta 195:2                          | Stensättning                     |              | Lofta, Småland      |       | 57.953409, 16.425767 | 10083701950002 | Ladda upp en bild av detta fornminne      |
| Lofta 197:1                          | Röse                             |              | Lofta, Småland      |       | 57.951863, 16.410313 | 10083701970001 | Ladda upp en bild av detta fornminne      |
| Lofta 199:1                          | Stensättning                     |              | Lofta, Småland      |       | 57.959986, 16.395467 | 10083701990001 | Ladda upp en bild av detta fornminne      |
| Lofta 200:1                          | Stensättning                     |              | Lofta, Småland      |       | 57.951590, 16.399306 | 10083702000001 | Ladda upp en bild av detta fornminne      |
| Lofta 201:1                          | Gravfält                         |              | Lofta, Småland      |       | 57.950649, 16.400233 | 10083702010001 | Ladda upp en bild av detta fornminne      |
| Lofta 202:1                          | Röse                             |              | Lofta, Småland      |       | 57.952047, 16.436393 | 10083702020001 | Ladda upp en bild av detta fornminne      |
| Lofta 203:1                          | Stensättning                     |              | Lofta, Småland      |       | 57.952621, 16.429287 | 10083702030001 | Ladda upp en bild av detta fornminne      |
| Lofta 204:1                          | Gravfält                         |              | Lofta, Småland      |       | 57.950508, 16.406681 | 10083702040001 | Ladda upp en bild av detta fornminne      |
| Lofta 206:1                          | Gravfält                         |              | Lofta, Småland      |       | 57.950670, 16.403488 | 10083702060001 | Ladda upp en bild av detta fornminne      |
| Lofta 207:1                          | Stensättning                     |              | Lofta, Småland      |       | 57.950982, 16.405405 | 10083702070001 | Ladda upp en bild av detta fornminne      |
| Lofta 208:1                          | Stensättning                     |              | Lofta, Småland      |       | 57.950633, 16.408634 | 10083702080001 | Ladda upp en bild av detta fornminne      |
| Lofta 209:1                          | Stensättning                     |              | Lofta, Småland      |       | 57.960474, 16.410909 | 10083702090001 | Ladda upp en bild av detta fornminne      |
| Lofta 210:1                          | Röse                             |              | Lofta, Småland      |       | 57.962436, 16.419987 | 10083702100001 | Ladda upp en bild av detta fornminne      |
| Lofta 211:1                          | Gravfält                         |              | Lofta, Småland      |       | 57.955538, 16.447685 | 10083702110001 | Ladda upp en bild av detta fornminne      |
| Lofta 212:1                          | Hällristning                     |              | Lofta, Småland      |       | 57.955202, 16.449452 | 10083702120001 | Ladda upp en bild av detta fornminne      |
| Lofta 213:1                          | Hög                              |              | Lofta, Småland      |       | 57.951689, 16.455472 | 10083702130001 | Ladda upp en bild av detta fornminne      |
| Lofta 213:2                          | Hög                              |              | Lofta, Småland      |       | 57.951757, 16.455322 | 10083702130002 | Ladda upp en bild av detta fornminne      |
| Lofta 213:3                          | Hög                              |              | Lofta, Småland      |       | 57.951932, 16.455045 | 10083702130003 | Ladda upp en bild av detta fornminne      |
| Lofta 214:1                          | Stensättning                     |              | Lofta, Småland      |       | 57.953013, 16.459287 | 10083702140001 | Ladda upp en bild av detta fornminne      |
| Lofta 215:1                          | Gravfält                         |              | Lofta, Småland      |       | 57.949915, 16.464228 | 10083702150001 | Ladda upp en bild av detta fornminne      |
| Lofta 216:1                          | Stensättning                     |              | Lofta, Småland      |       | 57.956564, 16.470207 | 10083702160001 | Ladda upp en bild av detta fornminne      |
| Lofta 217:1                          | Stensättning                     |              | Lofta, Småland      |       | 57.957848, 16.458746 | 10083702170001 | Ladda upp en bild av detta fornminne      |
| Lofta 218:1                          | Stensättning                     |              | Lofta, Småland      |       | 57.957905, 16.453286 | 10083702180001 | Ladda upp en bild av detta fornminne      |
| Lofta 219:1                          | Röse                             |              | Lofta, Småland      |       | 57.957104, 16.454669 | 10083702190001 | Ladda upp en bild av detta fornminne      |
| Lofta 220:1                          | Röse                             |              | Lofta, Småland      |       | 57.956466, 16.457070 | 10083702200001 | Ladda upp en bild av detta fornminne      |
| Lofta 220:2                          | Röse                             |              | Lofta, Småland      |       | 57.956489, 16.456552 | 10083702200002 | Ladda upp en bild av detta fornminne      |
| Lofta 221:1                          | Röse                             |              | Lofta, Småland      |       | 57.959791, 16.438465 | 10083702210001 | Ladda upp en bild av detta fornminne      |
| Lofta 222:1                          | Röse                             |              | Lofta, Småland      |       | 57.960320, 16.434637 | 10083702220001 | Ladda upp en bild av detta fornminne      |
| Lofta 223:1                          | Röse                             |              | Lofta, Småland      |       | 57.969643, 16.450776 | 10083702230001 | Ladda upp en bild av detta fornminne      |
| Lofta 223:2                          | Stensättning                     |              | Lofta, Småland      |       | 57.969500, 16.450720 | 10083702230002 | Ladda upp en bild av detta fornminne      |
| Lofta 224:1                          | Röse                             |              | Lofta, Småland      |       | 57.965654, 16.443364 | 10083702240001 | Ladda upp en bild av detta fornminne      |
| Lofta 225:1                          | Stensättning                     |              | Lofta, Småland      |       | 57.964538, 16.444017 | 10083702250001 | Ladda upp en bild av detta fornminne      |
| Lofta 226:1                          | Stensättning                     |              | Lofta, Småland      |       | 57.963608, 16.454085 | 10083702260001 | Ladda upp en bild av detta fornminne      |
| Lofta 227:1                          | Röse                             |              | Lofta, Småland      |       | 57.962897, 16.453268 | 10083702270001 | Ladda upp en bild av detta fornminne      |
| Lofta 227:2                          | Stensättning                     |              | Lofta, Småland      |       | 57.962676, 16.453555 | 10083702270002 | Ladda upp en bild av detta fornminne      |
| Lofta 227:3                          | Röse                             |              | Lofta, Småland      |       | 57.962626, 16.454035 | 10083702270003 | Ladda upp en bild av detta fornminne      |
| Lofta 228:1                          | Röse                             |              | Lofta, Småland      |       | 57.966619, 16.448552 | 10083702280001 | Ladda upp en bild av detta fornminne      |
| Lofta 229:1                          | Gravfält                         |              | Lofta, Småland      |       | 57.962862, 16.446751 | 10083702290001 | Ladda upp en bild av detta fornminne      |
| Lofta 231:1                          | Röse                             |              | Lofta, Småland      |       | 57.963201, 16.458478 | 10083702310001 | Ladda upp en bild av detta fornminne      |
| Lofta 232:1                          | Stensättning                     |              | Lofta, Småland      |       | 57.963135, 16.460281 | 10083702320001 | Ladda upp en bild av detta fornminne      |
| Lofta 232:2                          | Stensättning                     |              | Lofta, Småland      |       | 57.963051, 16.460206 | 10083702320002 | Ladda upp en bild av detta fornminne      |
| Lofta 233:1                          | Gravfält                         |              | Lofta, Småland      |       | 57.962325, 16.462026 | 10083702330001 | Ladda upp en bild av detta fornminne      |
| Lofta 234:1                          | Gravfält                         |              | Lofta, Småland      |       | 57.966661, 16.462769 | 10083702340001 | Ladda upp en bild av detta fornminne      |
| Lofta 235:1                          | Röse                             |              | Lofta, Småland      |       | 57.968443, 16.458501 | 10083702350001 | Ladda upp en bild av detta fornminne      |
| Lofta 236:1                          | Röse                             |              | Lofta, Småland      |       | 57.964581, 16.467158 | 10083702360001 | Ladda upp en bild av detta fornminne      |
| Lofta 238:1                          | Röse                             |              | Lofta, Småland      |       | 57.966198, 16.470955 | 10083702380001 | Ladda upp en bild av detta fornminne      |
| Lofta 238:2                          | Stensättning                     |              | Lofta, Småland      |       | 57.966494, 16.470690 | 10083702380002 | Ladda upp en bild av detta fornminne      |
| Lofta 238:3                          | Stensättning                     |              | Lofta, Småland      |       | 57.966207, 16.471961 | 10083702380003 | Ladda upp en bild av detta fornminne      |
| Lofta 238:4                          | Stensättning                     |              | Lofta, Småland      |       | 57.966267, 16.471212 | 10083702380004 | Ladda upp en bild av detta fornminne      |
| Lofta 240:1                          | Stensättning                     |              | Lofta, Småland      |       | 57.959602, 16.477377 | 10083702400001 | Ladda upp en bild av detta fornminne      |
| Lofta 241:1                          | Gravfält                         |              | Lofta, Småland      |       | 57.955524, 16.480830 | 10083702410001 | Ladda upp en bild av detta fornminne      |
| Lofta 243:1                          | Hög                              |              | Lofta, Småland      |       | 57.962865, 16.472325 | 10083702430001 | Ladda upp en bild av detta fornminne      |
| Lofta 243:2                          | Hög                              |              | Lofta, Småland      |       | 57.962837, 16.472089 | 10083702430002 | Ladda upp en bild av detta fornminne      |
| Lofta 243:3                          | Stensättning                     |              | Lofta, Småland      |       | 57.962772, 16.472341 | 10083702430003 | Ladda upp en bild av detta fornminne      |
| Lofta 243:4                          | Hög                              |              | Lofta, Småland      |       | 57.962693, 16.472397 | 10083702430004 | Ladda upp en bild av detta fornminne      |
| Lofta 244:1                          | Hällristning                     |              | Lofta, Småland      |       | 57.958056, 16.486124 | 10083702440001 | Ladda upp en bild av detta fornminne      |
| Lofta 245:1                          | Stensättning                     |              | Lofta, Småland      |       | 57.956051, 16.492625 | 10083702450001 | Ladda upp en bild av detta fornminne      |
| Lofta 245:2                          | Stensättning                     |              | Lofta, Småland      |       | 57.956071, 16.492925 | 10083702450002 | Ladda upp en bild av detta fornminne      |
| Lofta 246:1                          | Stensättning                     |              | Lofta, Småland      |       | 57.951441, 16.497562 | 10083702460001 | Ladda upp en bild av detta fornminne      |
| Lofta 247:1                          | Gravfält                         |              | Lofta, Småland      |       | 57.950658, 16.493673 | 10083702470001 | Ladda upp en bild av detta fornminne      |
| Kyrkelen el Kyrkkullen (Lofta 248:1) | Gravfält                         |              | Lofta, Småland      |       | 57.943010, 16.497596 | 10083702480001 | Ladda upp en bild av detta fornminne      |
| Lofta 249:1                          | Hällristning                     |              | Lofta, Småland      |       | 57.925881, 16.463267 | 10083702490001 | Ladda upp en bild av detta fornminne      |
| Lofta 250:1                          | Stenkrets                        |              | Lofta, Småland      |       | 57.939786, 16.476339 | 10083702500001 | Ladda upp en till bild av detta fornminne |
| Lofta 250:2                          | Stenkrets                        |              | Lofta, Småland      |       | 57.939643, 16.476269 | 10083702500002 | Ladda upp en bild av detta fornminne      |
| Lofta 251:1                          | Röse                             |              | Lofta, Småland      |       | 57.943086, 16.474519 | 10083702510001 | Ladda upp en bild av detta fornminne      |
| Lofta 251:2                          | Stenkrets                        |              | Lofta, Småland      |       | 57.942863, 16.474680 | 10083702510002 | Ladda upp en bild av detta fornminne      |
| Lofta 252:1                          | Stensättning                     |              | Lofta, Småland      |       | 57.946570, 16.470684 | 10083702520001 | Ladda upp en bild av detta fornminne      |
| Lofta 254:1                          | Fornborg                         |              | Lofta, Småland      |       | 57.935478, 16.493884 | 10083702540001 | Ladda upp en bild av detta fornminne      |
| Harholmen (Lofta 256:1)              | Borg                             |              | Lofta, Småland      |       | 57.920062, 16.547514 | 10083702560001 | Ladda upp en bild av detta fornminne      |
| Lofta 257:1                          | Gravfält                         |              | Lofta, Småland      |       | 57.965804, 16.403289 | 10083702570001 | Ladda upp en bild av detta fornminne      |
| Lofta 258:1                          | Röse                             |              | Lofta, Småland      |       | 57.966657, 16.402565 | 10083702580001 | Ladda upp en bild av detta fornminne      |
| Lofta 258:2                          | Stensättning                     |              | Lofta, Småland      |       | 57.966569, 16.402800 | 10083702580002 | Ladda upp en bild av detta fornminne      |
| Lofta 258:3                          | Stensättning                     |              | Lofta, Småland      |       | 57.966520, 16.402577 | 10083702580003 | Ladda upp en bild av detta fornminne      |
| Lofta 259:1                          | Stensättning                     |              | Lofta, Småland      |       | 57.966219, 16.403826 | 10083702590001 | Ladda upp en bild av detta fornminne      |
| Lofta 260:1                          | Röse                             |              | Lofta, Småland      |       | 57.964417, 16.409803 | 10083702600001 | Ladda upp en bild av detta fornminne      |
| Lofta 261:1                          | Fornborg                         |              | Lofta, Småland      |       | 57.971395, 16.411212 | 10083702610001 | Ladda upp en bild av detta fornminne      |
| Lofta 262:1                          | Gravfält                         |              | Lofta, Småland      |       | 57.967728, 16.401366 | 10083702620001 | Ladda upp en bild av detta fornminne      |
| Lofta 263:1                          | Röse                             |              | Lofta, Småland      |       | 57.970653, 16.392446 | 10083702630001 | Ladda upp en bild av detta fornminne      |
| Lofta 265:1                          | Röse                             |              | Lofta, Småland      |       | 57.974835, 16.435425 | 10083702650001 | Ladda upp en bild av detta fornminne      |
| Lofta 267:1                          | Röse                             |              | Lofta, Småland      |       | 57.982683, 16.398767 | 10083702670001 | Ladda upp en bild av detta fornminne      |
| Lofta 269:1                          | Fornborg                         |              | Lofta, Småland      |       | 57.943438, 16.524330 | 10083702690001 | Ladda upp en bild av detta fornminne      |
| Lofta 270:1                          | Gravfält                         |              | Lofta, Småland      |       | 57.947406, 16.506087 | 10083702700001 | Ladda upp en bild av detta fornminne      |
| Lofta 272:1                          | Röse                             |              | Lofta, Småland      |       | 57.929899, 16.480678 | 10083702720001 | Ladda upp en bild av detta fornminne      |
| Lofta 272:2                          | Stensättning                     |              | Lofta, Småland      |       | 57.929569, 16.481215 | 10083702720002 | Ladda upp en bild av detta fornminne      |
| Lofta 273:1                          | Stensättning                     |              | Lofta, Småland      |       | 57.931697, 16.473359 | 10083702730001 | Ladda upp en bild av detta fornminne      |
| Lofta 273:2                          | Stensättning                     |              | Lofta, Småland      |       | 57.931916, 16.473218 | 10083702730002 | Ladda upp en bild av detta fornminne      |
| Lofta 273:3                          | Stensättning                     |              | Lofta, Småland      |       | 57.931432, 16.473386 | 10083702730003 | Ladda upp en bild av detta fornminne      |
| Lofta 275:1                          | Stensättning                     |              | Lofta, Småland      |       | 57.933252, 16.472007 | 10083702750001 | Ladda upp en bild av detta fornminne      |
| Lofta 277:1                          | Stensättning                     |              | Lofta, Småland      |       | 57.925956, 16.475157 | 10083702770001 | Ladda upp en bild av detta fornminne      |
| Lofta 277:2                          | Stensättning                     |              | Lofta, Småland      |       | 57.925861, 16.475233 | 10083702770002 | Ladda upp en bild av detta fornminne      |
| Lofta 278:1                          | Hällristning                     |              | Lofta, Småland      |       | 57.921798, 16.491109 | 10083702780001 | Ladda upp en bild av detta fornminne      |
| Lofta 280:1                          | Gravfält                         |              | Lofta, Småland      |       | 57.927152, 16.523363 | 10083702800001 | Ladda upp en bild av detta fornminne      |
| Lofta 281:1                          | Stensättning                     |              | Lofta, Småland      |       | 57.917856, 16.527341 | 10083702810001 | Ladda upp en bild av detta fornminne      |
| Lofta 286:1                          | Hällristning                     |              | Lofta, Småland      |       | 57.934888, 16.453893 | 10083702860001 | Ladda upp en bild av detta fornminne      |
| Lofta 289:1                          | Grav- och boplatsområde          |              | Lofta, Småland      |       | 57.904609, 16.474901 | 10083702890001 | Ladda upp en bild av detta fornminne      |
| Lofta 289:2                          | Hällristning                     |              | Lofta, Småland      |       | 57.904587, 16.475864 | 10083702890002 | Ladda upp en bild av detta fornminne      |
| Lofta 290:1                          | Stensättning                     |              | Lofta, Småland      |       | 57.918199, 16.437728 | 10083702900001 | Ladda upp en bild av detta fornminne      |
| Lofta 290:2                          | Stensättning                     |              | Lofta, Småland      |       | 57.918011, 16.438298 | 10083702900002 | Ladda upp en bild av detta fornminne      |
| Lofta 290:3                          | Stensättning                     |              | Lofta, Småland      |       | 57.918092, 16.438629 | 10083702900003 | Ladda upp en bild av detta fornminne      |
| Lofta 290:4                          | Stensättning                     |              | Lofta, Småland      |       | 57.917859, 16.439094 | 10083702900004 | Ladda upp en bild av detta fornminne      |
| Lofta 292:1                          | Stensättning                     |              | Lofta, Småland      |       | 57.922815, 16.461692 | 10083702920001 | Ladda upp en bild av detta fornminne      |
| Lofta 293:2                          | Hällristning                     |              | Lofta, Småland      |       | 57.905542, 16.477364 | 10083702930002 | Ladda upp en bild av detta fornminne      |
| Lofta 296:1                          | Röse                             |              | Lofta, Småland      |       | 57.915504, 16.468430 | 10083702960001 | Ladda upp en bild av detta fornminne      |
| Lofta 300:1                          | Stensättning                     |              | Lofta, Småland      |       | 57.912084, 16.424406 | 10083703000001 | Ladda upp en bild av detta fornminne      |
| Lofta 301:1                          | Röse                             |              | Lofta, Småland      |       | 57.911085, 16.436448 | 10083703010001 | Ladda upp en bild av detta fornminne      |
| Lofta 302:1                          | Hällristning                     |              | Lofta, Småland      |       | 57.908298, 16.439865 | 10083703020001 | Ladda upp en bild av detta fornminne      |
| Lofta 302:2                          | Hällristning                     |              | Lofta, Småland      |       | 57.908271, 16.439771 | 10083703020002 | Ladda upp en bild av detta fornminne      |
| Lofta 302:3                          | Hällristning                     |              | Lofta, Småland      |       | 57.908234, 16.439693 | 10083703020003 | Ladda upp en bild av detta fornminne      |
| Lofta 303:1                          | Stensättning                     |              | Lofta, Småland      |       | 57.908852, 16.438223 | 10083703030001 | Ladda upp en bild av detta fornminne      |
| Lofta 304:1                          | Stensättning                     |              | Lofta, Småland      |       | 57.915235, 16.446419 | 10083703040001 | Ladda upp en bild av detta fornminne      |
| Lofta 307:1                          | Hällristning                     |              | Lofta, Småland      |       | 57.903966, 16.474159 | 10083703070001 | Ladda upp en bild av detta fornminne      |
| Lofta 308:1                          | Hällristning                     |              | Lofta, Småland      |       | 57.904129, 16.475538 | 10083703080001 | Ladda upp en bild av detta fornminne      |
| Lofta 309:1                          | Hällristning                     |              | Lofta, Småland      |       | 57.904774, 16.460458 | 10083703090001 | Ladda upp en bild av detta fornminne      |
| Lofta 310:1                          | Hällristning                     |              | Lofta, Småland      |       | 57.913719, 16.429609 | 10083703100001 | Ladda upp en bild av detta fornminne      |
| Lofta 311:1                          | Hällristning                     |              | Lofta, Småland      |       | 57.922339, 16.458314 | 10083703110001 | Ladda upp en bild av detta fornminne      |
| Lofta 312:1                          | Stensättning                     |              | Lofta, Småland      |       | 57.918306, 16.460757 | 10083703120001 | Ladda upp en bild av detta fornminne      |
| Lofta 313:1                          | Stensättning                     |              | Lofta, Småland      |       | 57.922305, 16.462055 | 10083703130001 | Ladda upp en bild av detta fornminne      |
| Lofta 314:1                          | Hällristning                     |              | Lofta, Småland      |       | 57.923874, 16.475305 | 10083703140001 | Ladda upp en bild av detta fornminne      |
| Lofta 315:1                          | Hällristning                     |              | Lofta, Småland      |       | 57.929035, 16.470584 | 10083703150001 | Ladda upp en bild av detta fornminne      |
| Lofta 316:1                          | Stensättning                     |              | Lofta, Småland      |       | 57.929423, 16.469881 | 10083703160001 | Ladda upp en bild av detta fornminne      |
| Lofta 316:2                          | Stensättning                     |              | Lofta, Småland      |       | 57.929259, 16.469741 | 10083703160002 | Ladda upp en bild av detta fornminne      |
| Lofta 317:1                          | Stensättning                     |              | Lofta, Småland      |       | 57.931599, 16.469575 | 10083703170001 | Ladda upp en bild av detta fornminne      |
| Lofta 318:1                          | Hällristning                     |              | Lofta, Småland      |       | 57.934283, 16.473720 | 10083703180001 | Ladda upp en bild av detta fornminne      |
| Lofta 320:1                          | Hällristning                     |              | Lofta, Småland      |       | 57.930355, 16.456017 | 10083703200001 | Ladda upp en bild av detta fornminne      |
| Lofta 321:1                          | Hällristning                     |              | Lofta, Småland      |       | 57.933006, 16.455616 | 10083703210001 | Ladda upp en bild av detta fornminne      |
| Lofta 322:1                          | Stensättning                     |              | Lofta, Småland      |       | 57.904439, 16.472044 | 10083703220001 | Ladda upp en bild av detta fornminne      |
| Lofta 322:2                          | Hällristning                     |              | Lofta, Småland      |       | 57.904531, 16.472302 | 10083703220002 | Ladda upp en bild av detta fornminne      |
| Lofta 323:1                          | Hällristning                     |              | Lofta, Småland      |       | 57.943130, 16.451436 | 10083703230001 | Ladda upp en bild av detta fornminne      |
| Lofta 324:1                          | Hällristning                     |              | Lofta, Småland      |       | 57.944512, 16.450144 | 10083703240001 | Ladda upp en bild av detta fornminne      |
| Lofta 326:1                          | Hällristning                     |              | Lofta, Småland      |       | 57.943490, 16.457098 | 10083703260001 | Ladda upp en bild av detta fornminne      |
| Lofta 327:1                          | Stenkrets                        |              | Lofta, Småland      |       | 57.943915, 16.461360 | 10083703270001 | Ladda upp en bild av detta fornminne      |
| Lofta 327:2                          | Stenkrets                        |              | Lofta, Småland      |       | 57.943775, 16.461513 | 10083703270002 | Ladda upp en bild av detta fornminne      |
| Lofta 327:3                          | Stenkrets                        |              | Lofta, Småland      |       | 57.943727, 16.461792 | 10083703270003 | Ladda upp en bild av detta fornminne      |
| Lofta 330:1                          | Hällristning                     |              | Lofta, Småland      |       | 57.946279, 16.433838 | 10083703300001 | Ladda upp en bild av detta fornminne      |
| Lofta 331:1                          | Hällristning                     |              | Lofta, Småland      |       | 57.941646, 16.426510 | 10083703310001 | Ladda upp en bild av detta fornminne      |
| Lofta 332:1                          | Hällristning                     |              | Lofta, Småland      |       | 57.939911, 16.423040 | 10083703320001 | Ladda upp en bild av detta fornminne      |
| Lofta 334:1                          | Stensättning                     |              | Lofta, Småland      |       | 57.939493, 16.421856 | 10083703340001 | Ladda upp en bild av detta fornminne      |
| Lofta 335:1                          | Stensättning                     |              | Lofta, Småland      |       | 57.933541, 16.406368 | 10083703350001 | Ladda upp en bild av detta fornminne      |
| Lofta 335:2                          | Stensättning                     |              | Lofta, Småland      |       | 57.933483, 16.406549 | 10083703350002 | Ladda upp en bild av detta fornminne      |
| Lofta 336:1                          | Hällristning                     |              | Lofta, Småland      |       | 57.934196, 16.409156 | 10083703360001 | Ladda upp en bild av detta fornminne      |
| Lofta 340:1                          | Stensättning                     |              | Lofta, Småland      |       | 57.941041, 16.438085 | 10083703400001 | Ladda upp en bild av detta fornminne      |
| Lofta 343:1                          | Hällristning                     |              | Lofta, Småland      |       | 57.935099, 16.387512 | 10083703430001 | Ladda upp en bild av detta fornminne      |
| Lofta 348:1                          | Stensättning                     |              | Lofta, Småland      |       | 57.938845, 16.393093 | 10083703480001 | Ladda upp en bild av detta fornminne      |
| Lofta 349:1                          | Stensättning                     |              | Lofta, Småland      |       | 57.939488, 16.389582 | 10083703490001 | Ladda upp en bild av detta fornminne      |
| Lofta 351:1                          | Röse                             |              | Lofta, Småland      |       | 57.913205, 16.493757 | 10083703510001 | Ladda upp en bild av detta fornminne      |
| Lofta 351:2                          | Stensättning                     |              | Lofta, Småland      |       | 57.913048, 16.494026 | 10083703510002 | Ladda upp en bild av detta fornminne      |
| Lofta 351:3                          | Stensättning                     |              | Lofta, Småland      |       | 57.912983, 16.494339 | 10083703510003 | Ladda upp en bild av detta fornminne      |
| Lofta 352:1                          | Stensättning                     |              | Lofta, Småland      |       | 57.913550, 16.498047 | 10083703520001 | Ladda upp en bild av detta fornminne      |
| Lofta 353:1                          | Hällristning                     |              | Lofta, Småland      |       | 57.919414, 16.495383 | 10083703530001 | Ladda upp en bild av detta fornminne      |
| Lofta 353:2                          | Hällristning                     |              | Lofta, Småland      |       | 57.919301, 16.495817 | 10083703530002 | Ladda upp en bild av detta fornminne      |
| Lofta 353:3                          | Hällristning                     |              | Lofta, Småland      |       | 57.919616, 16.495472 | 10083703530003 | Ladda upp en bild av detta fornminne      |
| Lofta 354:1                          | Hällristning                     |              | Lofta, Småland      |       | 57.921357, 16.484471 | 10083703540001 | Ladda upp en bild av detta fornminne      |
| Lofta 356:1                          | Stensättning                     |              | Lofta, Småland      |       | 57.947915, 16.420831 | 10083703560001 | Ladda upp en bild av detta fornminne      |
| Lofta 356:2                          | Stensättning                     |              | Lofta, Småland      |       | 57.947833, 16.420575 | 10083703560002 | Ladda upp en bild av detta fornminne      |
| Lofta 356:3                          | Stensättning                     |              | Lofta, Småland      |       | 57.947761, 16.420714 | 10083703560003 | Ladda upp en bild av detta fornminne      |
| Lofta 356:4                          | Stensättning                     |              | Lofta, Småland      |       | 57.947844, 16.421234 | 10083703560004 | Ladda upp en bild av detta fornminne      |
| Lofta 357:1                          | Stensättning                     |              | Lofta, Småland      |       | 57.960756, 16.448173 | 10083703570001 | Ladda upp en bild av detta fornminne      |
| Lofta 358:1                          | Stensättning                     |              | Lofta, Småland      |       | 57.965641, 16.464829 | 10083703580001 | Ladda upp en bild av detta fornminne      |
| Lofta 360:1                          | Stensättning                     |              | Lofta, Småland      |       | 57.956044, 16.471115 | 10083703600001 | Ladda upp en bild av detta fornminne      |
| Lofta 364:1                          | Hällristning                     |              | Lofta, Småland      |       | 57.918399, 16.490288 | 10083703640001 | Ladda upp en bild av detta fornminne      |
| Lofta 369:1                          | Stensättning                     |              | Lofta, Småland      |       | 57.949642, 16.443733 | 10083703690001 | Ladda upp en bild av detta fornminne      |
| Lofta 369:2                          | Stensättning                     |              | Lofta, Småland      |       | 57.949696, 16.443704 | 10083703690002 | Ladda upp en bild av detta fornminne      |
| Lofta 370:1                          | Stensättning                     |              | Lofta, Småland      |       | 57.949853, 16.494442 | 10083703700001 | Ladda upp en bild av detta fornminne      |
| Lofta 370:2                          | Stensättning                     |              | Lofta, Småland      |       | 57.949679, 16.494480 | 10083703700002 | Ladda upp en bild av detta fornminne      |
| Lofta 370:3                          | Stensättning                     |              | Lofta, Småland      |       | 57.949506, 16.494648 | 10083703700003 | Ladda upp en bild av detta fornminne      |
| Lofta 373:1                          | Stensättning                     |              | Lofta, Småland      |       | 57.951036, 16.508956 | 10083703730001 | Ladda upp en bild av detta fornminne      |
| Lofta 374:1                          | Stensättning                     |              | Lofta, Småland      |       | 57.946200, 16.505585 | 10083703740001 | Ladda upp en bild av detta fornminne      |
| Lofta 377:1                          | Hällristning                     |              | Lofta, Småland      |       | 57.936630, 16.483994 | 10083703770001 | Ladda upp en bild av detta fornminne      |
| Lofta 378:1                          | Hällristning                     |              | Lofta, Småland      |       | 57.933161, 16.484702 | 10083703780001 | Ladda upp en bild av detta fornminne      |
| Lofta 382:1                          | Hällristning                     |              | Lofta, Småland      |       | 57.919217, 16.500948 | 10083703820001 | Ladda upp en bild av detta fornminne      |
| Lofta 384:1                          | Stensättning                     |              | Lofta, Småland      |       | 57.910154, 16.551898 | 10083703840001 | Ladda upp en bild av detta fornminne      |
| Lofta 385:1                          | Stensättning                     |              | Lofta, Småland      |       | 57.904147, 16.552813 | 10083703850001 | Ladda upp en bild av detta fornminne      |
| Lofta 388:1                          | Hällristning                     |              | Lofta, Småland      |       | 57.936374, 16.368583 | 10083703880001 | Ladda upp en bild av detta fornminne      |
| Lofta 389:1                          | Hällristning                     |              | Lofta, Småland      |       | 57.935319, 16.369339 | 10083703890001 | Ladda upp en bild av detta fornminne      |
| Lofta 391:1                          | Hällristning                     |              | Lofta, Småland      |       | 57.935512, 16.470494 | 10083703910001 | Ladda upp en bild av detta fornminne      |
| Lofta 392:1                          | Hällristning                     |              | Lofta, Småland      |       | 57.918287, 16.491253 | 10083703920001 | Ladda upp en bild av detta fornminne      |
| Lofta 393:1                          | Hällristning                     |              | Lofta, Småland      |       | 57.918110, 16.495727 | 10083703930001 | Ladda upp en bild av detta fornminne      |
| Lofta 397:1                          | Hällristning                     |              | Lofta, Småland      |       | 57.951360, 16.449399 | 10083703970001 | Ladda upp en bild av detta fornminne      |
| Lofta 401:1                          | Hällristning                     |              | Lofta, Småland      |       | 57.916301, 16.491341 | 10083704010001 | Ladda upp en bild av detta fornminne      |
| Lofta 403:1                          | Hällristning                     |              | Lofta, Småland      |       | 57.915033, 16.493647 | 10083704030001 | Ladda upp en bild av detta fornminne      |
| Lofta 405:1                          | Hällristning                     |              | Lofta, Småland      |       | 57.910475, 16.496021 | 10083704050001 | Ladda upp en bild av detta fornminne      |
| Lofta 406:1                          | Hällristning                     |              | Lofta, Småland      |       | 57.909020, 16.498055 | 10083704060001 | Ladda upp en bild av detta fornminne      |
| Lofta 406:2                          | Hällristning                     |              | Lofta, Småland      |       | 57.909138, 16.497928 | 10083704060002 | Ladda upp en bild av detta fornminne      |
| Lofta 407:1                          | Hällristning                     |              | Lofta, Småland      |       | 57.908737, 16.502872 | 10083704070001 | Ladda upp en bild av detta fornminne      |
| Lofta 408:1                          | Hällristning                     |              | Lofta, Småland      |       | 57.905903, 16.505255 | 10083704080001 | Ladda upp en bild av detta fornminne      |
| Lofta 409:1                          | Hällristning                     |              | Lofta, Småland      |       | 57.916646, 16.497653 | 10083704090001 | Ladda upp en bild av detta fornminne      |
| Lofta 415:1                          | Stensättning                     |              | Lofta, Småland      |       | 57.946548, 16.511174 | 10083704150001 | Ladda upp en bild av detta fornminne      |
| Lofta 416:1                          | Stensättning                     |              | Lofta, Småland      |       | 57.946292, 16.508374 | 10083704160001 | Ladda upp en bild av detta fornminne      |
| Lofta 431:1                          | Hällristning                     |              | Lofta, Småland      |       | 57.924525, 16.474648 | 10083704310001 | Ladda upp en bild av detta fornminne      |
| Lofta 432:1                          | Hällristning                     |              | Lofta, Småland      |       | 57.925040, 16.476716 | 10083704320001 | Ladda upp en bild av detta fornminne      |
| Lofta 433:1                          | Hällristning                     |              | Lofta, Småland      |       | 57.920917, 16.490410 | 10083704330001 | Ladda upp en bild av detta fornminne      |
| Lofta 434:1                          | Hällristning                     |              | Lofta, Småland      |       | 57.921701, 16.494467 | 10083704340001 | Ladda upp en bild av detta fornminne      |
| Lofta 435:1                          | Hällristning                     |              | Lofta, Småland      |       | 57.922428, 16.492665 | 10083704350001 | Ladda upp en bild av detta fornminne      |
| Lofta 439:1                          | Röse                             |              | Lofta, Småland      |       | 57.822725, 16.577963 | 10083704390001 | Ladda upp en bild av detta fornminne      |
| Lofta 441:1                          | Stensättning                     |              | Lofta, Småland      |       | 57.807792, 16.591233 | 10083704410001 | Ladda upp en bild av detta fornminne      |
| Lofta 441:2                          | Stensättning                     |              | Lofta, Småland      |       | 57.807694, 16.591448 | 10083704410002 | Ladda upp en bild av detta fornminne      |
| Lofta 442:1                          | Gravfält                         |              | Lofta, Småland      |       | 57.804536, 16.605575 | 10083704420001 | Ladda upp en bild av detta fornminne      |
| Lofta 443:1                          | Röse                             |              | Lofta, Småland      |       | 57.799613, 16.610335 | 10083704430001 | Ladda upp en bild av detta fornminne      |
| Lofta 446:1                          | Röse                             |              | Lofta, Småland      |       | 57.847877, 16.540504 | 10083704460001 | Ladda upp en bild av detta fornminne      |
| Lofta 447:1                          | Husgrund, förhistorisk/medeltida |              | Lofta, Småland      |       | 57.842203, 16.536923 | 10083704470001 | Ladda upp en bild av detta fornminne      |
| Lofta 447:2                          | Husgrund, förhistorisk/medeltida |              | Lofta, Småland      |       | 57.842537, 16.537329 | 10083704470002 | Ladda upp en bild av detta fornminne      |
| Lofta 448:1                          | Fornborg                         |              | Lofta, Småland      |       | 57.837290, 16.540677 | 10083704480001 | Ladda upp en bild av detta fornminne      |
| Lofta 450:1                          | Röse                             |              | Lofta, Småland      |       | 57.793719, 16.615894 | 10083704500001 | Ladda upp en bild av detta fornminne      |
| Lofta 450:2                          | Stensättning                     |              | Lofta, Småland      |       | 57.793824, 16.615740 | 10083704500002 | Ladda upp en bild av detta fornminne      |
| Lofta 450:3                          | Stensättning                     |              | Lofta, Småland      |       | 57.793525, 16.616271 | 10083704500003 | Ladda upp en bild av detta fornminne      |
| Lofta 452:1                          | Röse                             |              | Lofta, Småland      |       | 57.763320, 16.666974 | 10083704520001 | Ladda upp en bild av detta fornminne      |
| Lofta 453:1                          | Röse                             |              | Lofta, Småland      |       | 57.763339, 16.671222 | 10083704530001 | Ladda upp en bild av detta fornminne      |
| Lofta 453:2                          | Röse                             |              | Lofta, Småland      |       | 57.763482, 16.671344 | 10083704530002 | Ladda upp en bild av detta fornminne      |
| Lofta 456:1                          | Hällristning                     |              | Lofta, Småland      |       | 57.938332, 16.424041 | 10083704560001 | Ladda upp en bild av detta fornminne      |
| Lofta 458:1                          | Hällristning                     |              | Lofta, Småland      |       | 57.933883, 16.512975 | 10083704580001 | Ladda upp en bild av detta fornminne      |
| Lofta 464:1                          | Hällristning                     |              | Lofta, Småland      |       | 57.951561, 16.495229 | 10083704640001 | Ladda upp en bild av detta fornminne      |
| Lofta 472:1                          | Gravfält                         |              | Lofta, Småland      |       | 57.961563, 16.466960 | 10083704720001 | Ladda upp en bild av detta fornminne      |
| Lofta 476:1                          | Hällristning                     |              | Lofta, Småland      |       | 57.964890, 16.458646 | 10083704760001 | Ladda upp en bild av detta fornminne      |
| Lofta 478:1                          | Hällristning                     |              | Lofta, Småland      |       | 57.903568, 16.476239 | 10083704780001 | Ladda upp en bild av detta fornminne      |
| Lofta 480:1                          | Stensättning                     |              | Lofta, Småland      |       | 57.934929, 16.379968 | 10083704800001 | Ladda upp en bild av detta fornminne      |
| Lofta 480:2                          | Stensättning                     |              | Lofta, Småland      |       | 57.935052, 16.379985 | 10083704800002 | Ladda upp en bild av detta fornminne      |
| Lofta 488                            | Hällbild                         |              | Lofta, Småland      |       | 57.956174, 16.419046 | 12000000022090 | Ladda upp en bild av detta fornminne      |
| Lofta 492                            | Hällristning                     |              | Lofta, Småland      |       | 57.941057, 16.433486 | 12000000100081 | Ladda upp en bild av detta fornminne      |
| Lofta 493                            | Hällristning                     |              | Lofta, Småland      |       | 57.941195, 16.429910 | 12000000100083 | Ladda upp en bild av detta fornminne      |
| Lofta 494                            | Hällristning                     |              | Lofta, Småland      |       | 57.937829, 16.434873 | 12000000100085 | Ladda upp en bild av detta fornminne      |
| Lofta 495                            | Hällristning                     |              | Lofta, Småland      |       | 57.940446, 16.433181 | 12000000100087 | Ladda upp en bild av detta fornminne      |
| Lofta 496                            | Hällristning                     |              | Lofta, Småland      |       | 57.940926, 16.435563 | 12000000100089 | Ladda upp en bild av detta fornminne      |
| Lofta 497                            | Hällristning                     |              | Lofta, Småland      |       | 57.938886, 16.424068 | 12000000100091 | Ladda upp en bild av detta fornminne      |
| Lofta 498                            | Hällristning                     |              | Lofta, Småland      |       | 57.940290, 16.434244 | 12000000100093 | Ladda upp en bild av detta fornminne      |
| Lofta 499                            | Hällristning                     |              | Lofta, Småland      |       | 57.946148, 16.434174 | 12000000100095 | Ladda upp en bild av detta fornminne      |
| Lofta 500                            | Hällristning                     |              | Lofta, Småland      |       | 57.941145, 16.435149 | 12000000100097 | Ladda upp en bild av detta fornminne      |
| Lofta 501                            | Hällristning                     |              | Lofta, Småland      |       | 57.941110, 16.438236 | 12000000100099 | Ladda upp en bild av detta fornminne      |
| Lofta 502                            | Hällristning                     |              | Lofta, Småland      |       | 57.940566, 16.434040 | 12000000100101 | Ladda upp en bild av detta fornminne      |
| Lofta 503                            | Hällristning                     |              | Lofta, Småland      |       | 57.940709, 16.435441 | 12000000100103 | Ladda upp en bild av detta fornminne      |
| Lofta 504                            | Hällristning                     |              | Lofta, Småland      |       | 57.940714, 16.435134 | 12000000100105 | Ladda upp en bild av detta fornminne      |
| Lofta 505                            | Hällristning                     |              | Lofta, Småland      |       | 57.940944, 16.435138 | 12000000100108 | Ladda upp en bild av detta fornminne      |
| Lofta 506                            | Hällristning                     |              | Lofta, Småland      |       | 57.940881, 16.434017 | 12000000100110 | Ladda upp en bild av detta fornminne      |
| Lofta 507                            | Hällristning                     |              | Lofta, Småland      |       | 57.942334, 16.426652 | 12000000100112 | Ladda upp en bild av detta fornminne      |
| Lofta 508                            | Hällristning                     |              | Lofta, Småland      |       | 57.940433, 16.430579 | 12000000100114 | Ladda upp en bild av detta fornminne      |
| Lofta 509                            | Hällristning                     |              | Lofta, Småland      |       | 57.938403, 16.433197 | 12000000100116 | Ladda upp en bild av detta fornminne      |
| Lofta 510                            | Hällristning                     |              | Lofta, Småland      |       | 57.937377, 16.435596 | 12000000100118 | Ladda upp en bild av detta fornminne      |
| Lofta 511                            | Hällristning                     |              | Lofta, Småland      |       | 57.939012, 16.423018 | 12000000100120 | Ladda upp en bild av detta fornminne      |
| Lofta 512                            | Hällristning                     |              | Lofta, Småland      |       | 57.940500, 16.435042 | 12000000100122 | Ladda upp en bild av detta fornminne      |
| Lofta 513                            | Hällristning                     |              | Lofta, Småland      |       | 57.940361, 16.434656 | 12000000100124 | Ladda upp en bild av detta fornminne      |
| Lofta 514                            | Hällristning                     |              | Lofta, Småland      |       | 57.940417, 16.434439 | 12000000100127 | Ladda upp en bild av detta fornminne      |
| Lofta 515                            | Hällristning                     |              | Lofta, Småland      |       | 57.940771, 16.435381 | 12000000100130 | Ladda upp en bild av detta fornminne      |
| Lofta 516                            | Hällristning                     |              | Lofta, Småland      |       | 57.940483, 16.434477 | 12000000100132 | Ladda upp en bild av detta fornminne      |
| Lofta 517                            | Hällristning                     |              | Lofta, Småland      |       | 57.940236, 16.433168 | 12000000100134 | Ladda upp en bild av detta fornminne      |
| Lofta 518                            | Hällristning                     |              | Lofta, Småland      |       | 57.940405, 16.433212 | 12000000100136 | Ladda upp en bild av detta fornminne      |
| Lofta 519                            | Hällristning                     |              | Lofta, Småland      |       | 57.939848, 16.430406 | 12000000100138 | Ladda upp en bild av detta fornminne      |
| Lofta 520                            | Hällristning                     |              | Lofta, Småland      |       | 57.940954, 16.435978 | 12000000100141 | Ladda upp en bild av detta fornminne      |
| Lofta 521                            | Hällristning                     |              | Lofta, Småland      |       | 57.939657, 16.434129 | 12000000100145 | Ladda upp en bild av detta fornminne      |
| Lofta 522                            | Hällristning                     |              | Lofta, Småland      |       | 57.940564, 16.433596 | 12000000100148 | Ladda upp en bild av detta fornminne      |
| Lofta 526                            | Hällristning                     |              | Lofta, Småland      |       | 57.955237, 16.444067 | 12000000108093 | Ladda upp en bild av detta fornminne      |
| Lofta 527                            | Hällristning                     |              | Lofta, Småland      |       | 57.942914, 16.431377 | 12000000108095 | Ladda upp en bild av detta fornminne      |
| Lofta 528                            | Hällristning                     |              | Lofta, Småland      |       | 57.955252, 16.443926 | 12000000108100 | Ladda upp en bild av detta fornminne      |
| Lofta 529                            | Hällristning                     |              | Lofta, Småland      |       | 57.938466, 16.418808 | 12000000108104 | Ladda upp en bild av detta fornminne      |
| Lofta 530                            | Hällristning                     |              | Lofta, Småland      |       | 57.942968, 16.431650 | 12000000108110 | Ladda upp en bild av detta fornminne      |
| Lofta 534                            | Hällristning                     |              | Lofta, Småland      |       | 57.915810, 16.497877 | 12000000112220 | Ladda upp en bild av detta fornminne      |
| Lofta 535                            | Hällristning                     |              | Lofta, Småland      |       | 57.917294, 16.494196 | 12000000112222 | Ladda upp en bild av detta fornminne      |
| Lofta 536                            | Hällristning                     |              | Lofta, Småland      |       | 57.921571, 16.491908 | 12000000112224 | Ladda upp en bild av detta fornminne      |
| Lofta 537                            | Hällristning                     |              | Lofta, Småland      |       | 57.922460, 16.494735 | 12000000112226 | Ladda upp en bild av detta fornminne      |
| Lofta 538                            | Hällristning                     |              | Lofta, Småland      |       | 57.915652, 16.498197 | 12000000112228 | Ladda upp en bild av detta fornminne      |
| Lofta 539                            | Hällristning                     |              | Lofta, Småland      |       | 57.923045, 16.498361 | 12000000112238 | Ladda upp en bild av detta fornminne      |
| Lofta 540                            | Hällristning                     |              | Lofta, Småland      |       | 57.921976, 16.497993 | 12000000112240 | Ladda upp en bild av detta fornminne      |
| Lofta 541                            | Hällristning                     |              | Lofta, Småland      |       | 57.920450, 16.499363 | 12000000112242 | Ladda upp en bild av detta fornminne      |
| Lofta 542                            | Hällristning                     |              | Lofta, Småland      |       | 57.918000, 16.465458 | 12000000112386 | Ladda upp en bild av detta fornminne      |
| Lofta 543                            | Hällristning                     |              | Lofta, Småland      |       | 57.923419, 16.475615 | 12000000112388 | Ladda upp en bild av detta fornminne      |
| Lofta 544                            | Hällristning                     |              | Lofta, Småland      |       | 57.922913, 16.475422 | 12000000112390 | Ladda upp en bild av detta fornminne      |
| Lofta 545                            | Hällristning                     |              | Lofta, Småland      |       | 57.918654, 16.463226 | 12000000112392 | Ladda upp en bild av detta fornminne      |
| Lofta 546                            | Hällristning                     |              | Lofta, Småland      |       | 57.923442, 16.478181 | 12000000112394 | Ladda upp en bild av detta fornminne      |
| Lofta 547                            | Hällristning                     |              | Lofta, Småland      |       | 57.918013, 16.465458 | 12000000112396 | Ladda upp en bild av detta fornminne      |
| Lofta 548                            | Hällristning                     |              | Lofta, Småland      |       | 57.919161, 16.464062 | 12000000112398 | Ladda upp en bild av detta fornminne      |
| Lofta 549                            | Hällristning                     |              | Lofta, Småland      |       | 57.927094, 16.472055 | 12000000112400 | Ladda upp en bild av detta fornminne      |
| Lofta 550                            | Hällristning                     |              | Lofta, Småland      |       | 57.919133, 16.464365 | 12000000112402 | Ladda upp en bild av detta fornminne      |
| Lofta 551                            | Hällristning                     |              | Lofta, Småland      |       | 57.928652, 16.471396 | 12000000112404 | Ladda upp en bild av detta fornminne      |
| Lofta 552                            | Hällristning                     |              | Lofta, Småland      |       | 57.919115, 16.463814 | 12000000112406 | Ladda upp en bild av detta fornminne      |
| Lofta 553                            | Hällristning                     |              | Lofta, Småland      |       | 57.929053, 16.470596 | 12000000112408 | Ladda upp en bild av detta fornminne      |
| Lofta 554                            | Hällristning                     |              | Lofta, Småland      |       | 57.922719, 16.471718 | 12000000112410 | Ladda upp en bild av detta fornminne      |
| Lofta 555                            | Hällristning                     |              | Lofta, Småland      |       | 57.925147, 16.470759 | 12000000112412 | Ladda upp en bild av detta fornminne      |
| Lofta 556                            | Hällristning                     |              | Lofta, Småland      |       | 57.923564, 16.470044 | 12000000112414 | Ladda upp en bild av detta fornminne      |
| Lofta 557                            | Hällristning                     |              | Lofta, Småland      |       | 57.919102, 16.468448 | 12000000112416 | Ladda upp en bild av detta fornminne      |
| Lofta 558                            | Hällristning                     |              | Lofta, Småland      |       | 57.919320, 16.471351 | 12000000112418 | Ladda upp en bild av detta fornminne      |
| Lofta 559                            | Hällristning                     |              | Lofta, Småland      |       | 57.930814, 16.456530 | 12000000112597 | Ladda upp en bild av detta fornminne      |
| Lofta 560                            | Hällristning                     |              | Lofta, Småland      |       | 57.930456, 16.456289 | 12000000112599 | Ladda upp en bild av detta fornminne      |
| Lofta 561                            | Hällristning                     |              | Lofta, Småland      |       | 57.930106, 16.455866 | 12000000112601 | Ladda upp en bild av detta fornminne      |
| Lofta 562                            | Hällristning                     |              | Lofta, Småland      |       | 57.934361, 16.454706 | 12000000112603 | Ladda upp en bild av detta fornminne      |
| Lofta 563                            | Hällristning                     |              | Lofta, Småland      |       | 57.927185, 16.455770 | 12000000112605 | Ladda upp en bild av detta fornminne      |
| Lofta 564                            | Hällristning                     |              | Lofta, Småland      |       | 57.932438, 16.456099 | 12000000112607 | Ladda upp en bild av detta fornminne      |
| Lofta 565                            | Hällristning                     |              | Lofta, Småland      |       | 57.931179, 16.457961 | 12000000112609 | Ladda upp en bild av detta fornminne      |
| Lofta 567                            | Röse                             |              | Lofta, Småland      |       | 57.884659, 16.547654 | 12000000116914 | Ladda upp en bild av detta fornminne      |
| Lofta 569                            | Stensättning                     |              | Lofta, Småland      |       | 57.913696, 16.506935 | 12000000116916 | Ladda upp en bild av detta fornminne      |
| Lofta 571                            | Hällristning                     |              | Lofta, Småland      |       | 57.934685, 16.472859 | 12000000117881 | Ladda upp en bild av detta fornminne      |
| Lofta 572                            | Hällristning                     |              | Lofta, Småland      |       | 57.936339, 16.484286 | 12000000117883 | Ladda upp en bild av detta fornminne      |
| Lofta 573                            | Hällristning                     |              | Lofta, Småland      |       | 57.933956, 16.483609 | 12000000117885 | Ladda upp en bild av detta fornminne      |
| Lofta 574                            | Hällristning                     |              | Lofta, Småland      |       | 57.934271, 16.474129 | 12000000117887 | Ladda upp en bild av detta fornminne      |
| Lofta 575                            | Hällristning                     |              | Lofta, Småland      |       | 57.930968, 16.486194 | 12000000117889 | Ladda upp en bild av detta fornminne      |
| Lofta 576                            | Hällristning                     |              | Lofta, Småland      |       | 57.931440, 16.482953 | 12000000117891 | Ladda upp en bild av detta fornminne      |
| Lofta 577                            | Hällristning                     |              | Lofta, Småland      |       | 57.932538, 16.482585 | 12000000117893 | Ladda upp en bild av detta fornminne      |
| Lofta 578                            | Hällristning                     |              | Lofta, Småland      |       | 57.939534, 16.464997 | 12000000117895 | Ladda upp en bild av detta fornminne      |
| Lofta 579                            | Hällristning                     |              | Lofta, Småland      |       | 57.939772, 16.476360 | 12000000117897 | Ladda upp en bild av detta fornminne      |
| Lofta 580                            | Hällristning                     |              | Lofta, Småland      |       | 57.938683, 16.462842 | 12000000117949 | Ladda upp en bild av detta fornminne      |
| Lofta 581                            | Hällristning                     |              | Lofta, Småland      |       | 57.943915, 16.461360 | 12000000117951 | Ladda upp en bild av detta fornminne      |
| Lofta 582                            | Hällristning                     |              | Lofta, Småland      |       | 57.916058, 16.490642 | 12000000117957 | Ladda upp en bild av detta fornminne      |
| Lofta 583                            | Hällristning                     |              | Lofta, Småland      |       | 57.907220, 16.499192 | 12000000117959 | Ladda upp en bild av detta fornminne      |
| Lofta 584                            | Hällristning                     |              | Lofta, Småland      |       | 57.916167, 16.492481 | 12000000117961 | Ladda upp en bild av detta fornminne      |
| Lofta 585                            | Hällristning                     |              | Lofta, Småland      |       | 57.911019, 16.499956 | 12000000117992 | Ladda upp en bild av detta fornminne      |
| Lofta 586                            | Hällristning                     |              | Lofta, Småland      |       | 57.921303, 16.479902 | 12000000118123 | Ladda upp en bild av detta fornminne      |
| Lofta 587                            | Hällristning                     |              | Lofta, Småland      |       | 57.921484, 16.484987 | 12000000118125 | Ladda upp en bild av detta fornminne      |
| Lofta 588                            | Hällristning                     |              | Lofta, Småland      |       | 57.921600, 16.483665 | 12000000118127 | Ladda upp en bild av detta fornminne      |
| Lofta 589                            | Hällristning                     |              | Lofta, Småland      |       | 57.908188, 16.453057 | 12000000119818 | Ladda upp en bild av detta fornminne      |
| Lofta 590                            | Hällristning                     |              | Lofta, Småland      |       | 57.905060, 16.454815 | 12000000119820 | Ladda upp en bild av detta fornminne      |
| Lofta 591                            | Hällristning                     |              | Lofta, Småland      |       | 57.907536, 16.455917 | 12000000119822 | Ladda upp en bild av detta fornminne      |
| Lofta 592                            | Hällristning                     |              | Lofta, Småland      |       | 57.904346, 16.471340 | 12000000119827 | Ladda upp en bild av detta fornminne      |
| Lofta 593                            | Hällristning                     |              | Lofta, Småland      |       | 57.904507, 16.472179 | 12000000119829 | Ladda upp en bild av detta fornminne      |
| Lofta 594                            | Hällristning                     |              | Lofta, Småland      |       | 57.904521, 16.476490 | 12000000119831 | Ladda upp en bild av detta fornminne      |
| Lofta 595                            | Hällristning                     |              | Lofta, Småland      |       | 57.904466, 16.476112 | 12000000119833 | Ladda upp en bild av detta fornminne      |
| Lofta 596                            | Hällristning                     |              | Lofta, Småland      |       | 57.904148, 16.475100 | 12000000119835 | Ladda upp en bild av detta fornminne      |
| Lofta 597                            | Hällristning                     |              | Lofta, Småland      |       | 57.904210, 16.475156 | 12000000119837 | Ladda upp en bild av detta fornminne      |
| Lofta 598                            | Hällristning                     |              | Lofta, Småland      |       | 57.904129, 16.475318 | 12000000119839 | Ladda upp en bild av detta fornminne      |
| Lofta 599                            | Hällristning                     |              | Lofta, Småland      |       | 57.904423, 16.474637 | 12000000119841 | Ladda upp en bild av detta fornminne      |
| Lofta 600                            | Hällristning                     |              | Lofta, Småland      |       | 57.904345, 16.474762 | 12000000119843 | Ladda upp en bild av detta fornminne      |
| Lofta 601                            | Hällristning                     |              | Lofta, Småland      |       | 57.904416, 16.471908 | 12000000119846 | Ladda upp en bild av detta fornminne      |
| Lofta 602                            | Hällristning                     |              | Lofta, Småland      |       | 57.904677, 16.472404 | 12000000119848 | Ladda upp en bild av detta fornminne      |
| Lofta 603                            | Hällristning                     |              | Lofta, Småland      |       | 57.902332, 16.476534 | 12000000119850 | Ladda upp en bild av detta fornminne      |
| Lofta 604                            | Hällristning                     |              | Lofta, Småland      |       | 57.905272, 16.454783 | 12000000119852 | Ladda upp en bild av detta fornminne      |
| Lofta 605                            | Hällristning                     |              | Lofta, Småland      |       | 57.905469, 16.477516 | 12000000119855 | Ladda upp en bild av detta fornminne      |
| Lofta 606                            | Hällristning                     |              | Lofta, Småland      |       | 57.904707, 16.474645 | 12000000119857 | Ladda upp en bild av detta fornminne      |
| Lofta 607                            | Hällristning                     |              | Lofta, Småland      |       | 57.904632, 16.474921 | 12000000119859 | Ladda upp en bild av detta fornminne      |
| Lofta 608                            | Hällristning                     |              | Lofta, Småland      |       | 57.904611, 16.475005 | 12000000119861 | Ladda upp en bild av detta fornminne      |
| Lofta 609                            | Hällristning                     |              | Lofta, Småland      |       | 57.904596, 16.475417 | 12000000119863 | Ladda upp en bild av detta fornminne      |
| Lofta 610                            | Hällristning                     |              | Lofta, Småland      |       | 57.904582, 16.475534 | 12000000119865 | Ladda upp en bild av detta fornminne      |
| Lofta 611                            | Hällristning                     |              | Lofta, Småland      |       | 57.904533, 16.475991 | 12000000119867 | Ladda upp en bild av detta fornminne      |
| Lofta 612                            | Hällristning                     |              | Lofta, Småland      |       | 57.908433, 16.439637 | 12000000119942 | Ladda upp en bild av detta fornminne      |
| Lofta 613                            | Hällristning                     |              | Lofta, Småland      |       | 57.909747, 16.437377 | 12000000119951 | Ladda upp en bild av detta fornminne      |